# Aleksander Klumberg
Aleksander Klumberg, né le 17 avril 1899 à Tallinn et décédé le 10 février 1958 à Tallinn, est un décathlonien estonien. En 1936, après sa carrière sportive, il a changé son nom en Aleksander Kolmpere.

## Biographie
Le premier record du monde officiel du décathlon a été réalisé par Aleksander Klumberg les 16 et 17 septembre 1922 à Helsinki. Son total de 7 485,61 points résultait des performances suivantes : 12 s 3 - 6,59 m - 12,92 m - 1,75 m - 55 s 0  - 17 s 0  - 39,64 m - 3,40 m - 62,20 m - 5 min 11 s 3. Sa meilleure discipline était le lancer du javelot.
Aleksander Klumberg a participé aux Jeux olympiques d'été de 1920 et 1924, obtenant une médaille de bronze au décathlon en 1924  avec un total de 7 329,360 points (11 s 6 - 6,96 m - 12,27 m - 1,75 m - 54 s 4  - 17 s 6  - 36,79 m - 3,30 m - 57,70 m - 5 min 16 s 0). Lors de ce décathlon, le vainqueur du concours, l'Américain Harold Osborn le déposséda également du record du monde.
Klumberg était le meilleur athlète mondial sur décathlon en 1920 et 1922 et au javelot en 1922 et 1923. Sa meilleure performance au décathlon était son record du monde. Au javelot, il lança à 63,32 m en 1921 et 63,60 m en 1935.
Après avoir arrêté la compétition, il entraîna l'équipe olympique de Pologne en 1928 et 1932. Lors des Jeux olympiques d'été de 1932, il entraînait Janusz Kusociński qui remporta l'or sur 10 000 m.
Après l'occupation de l'Estonie par l'Union soviétique, il a été déporté en Sibérie. Il rentra en Estonie en 1955, très atteint dans sa santé après dix ans de travaux forcés. Il est décédé en 1958.
L'histoire du décathlon estonien sera par la suite encore écrite par le vice-champion olympique Rein Aun dans les années 1960 et par le champion olympique de 2000 Erki Nool.

## Palmarès

### Jeux olympiques d'été
- Jeux olympiques d'été de 1920 à Anvers (Belgique)
  - 5e au lancer du javelot
  - 8e au pentathlon
  - abandon après huit disciplines au décathlon
- Jeux olympiques d'été de 1924 à Paris (France)
  - 17e au lancer du javelot
  -  Médaille de bronze au décathlon

### Records
- Record du monde du décathlon avec 7 485,61 points le 17 septembre 1922 à Helsinki (premier record officiel de l'histoire, battu par Harold Osborn le 12 juillet 1924 à Paris)